# Euplectromorpha ambositrae
Euplectromorpha ambositrae är en stekelart som beskrevs av Jean Risbec 1952. Euplectromorpha ambositrae ingår i släktet Euplectromorpha och familjen finglanssteklar.
Artens utbredningsområde är Madagaskar. Inga underarter finns listade i Catalogue of Life.